# Julius Brents
Julius Brents (Indianapolis, Indiana; 18 de enero de 2000) apodado JuJu, es un jugador profesional estadounidense de fútbol americano, se desempeña en la posición de cornerback en Indianapolis Colts, en la National Football League (NFL).

## Carrera
Hizo su debut profesional con el equipo Indianapolis Colts, lleva jugando una temporada, comenzó en el 2023.